# Manchester Evening News
Manchester Evening News é um periódico britânico sediado em Grande Manchester, Inglaterra, e fundado em 1868 por Mitchell Henry. O periódico pertencia ao grupo Guardian Media, tendo sido vendido ao Trinity Mirror em fevereiro de 2010. Atualmente, integra a MEN Media, que pertence ao Trinity Mirror. O seu site possui mais de 2,4 milhões de assinantes, que leem 12,4 milhões de seus artigos por mês.
Segundo o seu site, o periódico visa à "definição da agenda regional de notícias", à "cobertura esportiva incomparável" e à "representação e mobilização em favor de Grande Manchester". Dados recolhidos entre Janeiro e Junho de 2015 apuraram que a sua circulação diária é de 52 158, dos quais 24 560 são pagos. Em fevereiro de 2017, o site Prolific North noticiou o site do Manchester Evening News como o mais acessado entre os sites de periódicos em todo o Reino Unido, com mais de 650 mil acessos diários — 17% a mais em relação a 2016. Em 15 de Junho de 2017, o site ocupava o 227.º entre os mais acessados em território britânico no ranking do Alexa Internet.